# Döschnitz
Döschnitz là một đô thị thuộc huyện Saalfeld-Rudolstadt, trong bang Thüringen, nước Đức. Đô thị Döschnitz có diện tích 6,28 km².